# Associazione Calcio Derthona 1935-1936
Questa pagina raccoglie le informazioni riguardanti l'Associazione Calcio Derthona nelle competizioni ufficiali della stagione 1935-1936.

## Stagione
Rispettando gli ordini delle gerarchie fasciste, che impongono l'eliminazione di tutte le parole di origine inglese "football" e "club" dal lessico calcistico, il Derthona Foot Ball Club all'inizio della stagione cambia la propria denominazione in Associazione Calcio Derthona.
Nella stagione 1935-1936 il Derthona ha disputato il girone C del campionato di Serie C ottenendo il settimo posto in classifica con 27 punti.

## Rosa
| N. |                   | Ruolo | Calciatore       |
| -- | ----------------- | ----- | ---------------- |
|    | Italia (bandiera) | P     | Luigi Diamante   |
|    | Italia (bandiera) | D     | Natale Franzini  |
|    | Italia (bandiera) | D     | Giacomo Mangino  |
|    | Italia (bandiera) | D     | Mario Piccinini  |
|    | Italia (bandiera) | D     | Pietro Rolando   |
|    | Italia (bandiera) | D     | Cesare Zoccola   |
|    | Italia (bandiera) | C     | Luigi Ferrari    |
|    | Italia (bandiera) | C     | Giulio Perisutti |
|    | Italia (bandiera) | C     | Aldo Raccone     |

| N. |                   | Ruolo | Calciatore            |
| -- | ----------------- | ----- | --------------------- |
|    | Italia (bandiera) | C     | Armando Riso          |
|    | Italia (bandiera) | C     | Luigi Simonelli       |
|    | Italia (bandiera) | A     | Guglielmo Arneri      |
|    | Italia (bandiera) | A     | Giovanni Chiesa       |
|    | Italia (bandiera) | A     | Emilio Fracchia       |
|    | Italia (bandiera) | A     | Carlo Gianelli        |
|    | Italia (bandiera) | A     | Ugo Lodi (I)          |
|    | Italia (bandiera) | A     | Domenico Taverna (II) |
|    | Italia (bandiera) | A     | Pietro Taverna (I)    |